# アンガス・タアバオ
アンガス・タアバオ（Angus Ta'avao、1990年3月22日 - ）は、スーパーラグビー・パシフィック、ブルーズに所属するラグビーユニオン選手。

## プロフィール
- ニュージーランド・オークランド出身[1]。
- ポジションはプロップ(PR)。
- 身長 194cm、体重 125kg[2]
- U20ニュージーランド代表に選ばれたことがある[3]。
- ニュージーランド代表キャップは22（2025年1月現在）でワールドカップ2019のニュージーランド代表に選ばれた[4]。
- バーバリアンズに選ばれたことがある[5]。

## 略歴
オークランド、ブルーズ、タラナキ、ワラターズ、ノーザンサバーブス、シドニーレイズを経て、2018年、チーフスに加入。
2024年、ブルーズに復帰。